# Afrothismia gabonensis
Afrothismia gabonensis là một loài thực vật có hoa trong họ Burmanniaceae. Loài này được Dauby & Stévart mô tả khoa học đầu tiên năm 2007.